# Shrek (videojuego)
Shrek es un videojuego de plataformas de 2001 desarrollado por Digital Illusions CE (DICE) y publicado por TDK Mediactive para el Xbox, basado en la película animada de DreamWorks de 2001 Shrek. Este es el único videojuego que no es una aventura de acción como en Shrek 2. También es el único videojuego de Shrek clasificado como T para adolescentes por la ESRB. El juego fue lanzado el 15 de noviembre de 2001 como uno de los 22 títulos de lanzamiento norteamericanos para Xbox y el 28 de marzo de 2002 en Europa. Una versión reelaborada del juego, llamada Shrek: Extra Large, fue lanzada para GameCube el 31 de octubre de 2002 en Norteamérica y el 24 de octubre de 2003 en Europa. Se planeó un port para PlayStation 2 para 2003, una vez más bajo el nombre Shrek: Extra Large, pero fue cancelado debido a que TDK Mediactive fue adquirido por Take-Two Interactive más tarde ese año, como resultado perdió los derechos de los juegos de "Shrek". "Extra Large" utiliza el mismo motor y la misma mecánica de juego que la versión original de Xbox, pero con una historia alterada y diferentes niveles.
El juego se destacó por ser uno de los primeros títulos comerciales en hacer uso de sombreado diferido.

## Jugabilidad
El jugador completa los objetivos llamados "Buenas acciones". En la mayoría de los objetivos, el jugador busca un objeto y completa una acción. No hay muchos objetivos que varíen de esto, aunque algunos variarán ocasionalmente.

## Trama
Siguiendo una narrativa completamente diferente a la de la película homónima en la que se basa, Shrek pretende ser una "continuación" de la historia de la película, que tiene lugar después de que el personaje principal haya se propuso recuperar su pantano y convertirse en un "héroe 'de facto'" para las criaturas de cuentos de hadas. Shrek recibe un mensaje del infame Espejo Mágico de que su esposa la Princesa Fiona ha sido capturada por un mago malvado, Merlín. Shrek debe viajar a la Fortaleza de la Torre Oscura de Maldad Pura  de Merlín, pero una niebla infranqueable se ha extendido a través de las Tierras de los Cuentos de Hadas. La niebla y la Fortaleza de Merlín se pueden pasar completando Buenas Acciones. El Espejo Mágico le da a Shrek un Libro de Buenas Acciones y se ofrece a teletransportarlo a lugares donde se requieren buenas acciones.

## Desarrollo
El 20 de diciembre de 2000, TDK Mediactive firmó un contrato de cinco años con Dreamworks para producir videojuegos basados en la licencia de Shrek; el plan al momento de la firma era lanzar un título de Game Boy coincidiendo con el lanzamiento de la película y emitir otro juego para "una plataforma de próxima generación" en el cuarto trimestre de 2001. El 6 de febrero de 2001, se anunció que la consola de próxima generación sería Xbox, las tareas de desarrollo irían hacia Sandbox Studios, y el juego usaría modelos de personajes y objetos de la película original. El 16 de mayo de 2001,  IGN  publicó nueve clips de metraje del juego del título de Xbox, señalando "detalles en los gráficos que incluyen un montón de mapeo de relieve y un  sombreado por píxel".

## Recepción
El 11 de diciembre de 2001, el director financiero de TDK Mediactive, Martin Paravato, informó que las ventas tanto de "Fairy Tale Freakdown" como del juego de Xbox constituían "una parte importante de nuestros ingresos". "Shrek" fue el noveno más vendido de Xbox en el mes de noviembre de 2001, vendiendo 45,900 unidades y representando el 2.6% de los ingresos de la consola.
En octubre de 2002, el total de unidades de todos los juegos  Shrek  de TDK lanzados en ese momento, incluidos los juegos Game Boy Color, Xbox y Gamecube, así como Hassle at the Castle (2002), totalizó más de 1,2 millones de unidades en ventas.
Las críticas del juego varían de muy variadas a negativas. GameRankings y Metacritic le dieron una puntuación del 52% y 49 sobre 100 para la versión de Xbox, y 34% y 36 de 100 para la versión de GameCube. Los críticos criticaron la jugabilidad en particular, así como el audio. IGN describió los acertijos del juego como "ordinarios" y se quejó de la falta de audio en ciertas secciones del juego. X-Play criticó la velocidad de fotogramas de la versión de GameCube, la animación "entrecortada" y el control de la cámara alegando que podría provocar náuseas a algunos jugadores. Los críticos en general elogiaron la presentación gráfica del juego, y Skyler Miller de X-Play dijo que los gráficos del juego eran "impresionantes en un punto muerto". y Raymond Padilla de GameSpy afirmando que los gráficos del juego coincidían con las imágenes de la película. Las imágenes de la versión de Gamecube fueron recibidas menos favorablemente, con IGN criticando la falta de mapeo de golpes del juego cuando se pasó a Gamecube, así como la mala animación.